# Agelacrinites
Agelacrinites is een geslacht van uitgestorven Echinodermata (stekelhuidigen) uit de klasse Edrioasteroidea, dat leefde van het Devoon tot het Vroeg-Carboon.

## Kenmerken
Deze edrioasteroïde bevatte vijf smalle, gebogen ambulacraalgroeven. Daarvan waren er drie rechts- en twee linksgebogen. De rand bevatte duidelijke ringen, die waren samengesteld uit smalle plaatjes. De diameter bedroeg ongeveer 3,75 centimeter.